# Morihei Ueshiba
 Der er for få eller ingen kildehenvisninger i denne artikel, hvilket er et problem. Du kan hjælpe ved at angive troværdige kilder til de påstande, som fremføres i artiklen.

Morihei Ueshiba (født 14. december 1883, død 26. april 1969) var grundlæggeren af den japanske kampkunst Aikido. Han bliver oftest omtalt som O-sensei (翁先生 Ō Sensei) – ærværdige lærer, blandt aikido-udøvere.

## Biografi
Morihei Ueshiba blev født i byen Tanabe i Wakayama-præfekturet i Japan d. 14. december 1883.
I 1916 var han med til at kolonisere nyt land på øen Hokkaido i Nordjapan, hvor han lærte Daito-ryu aikijutsu fra Sokaku Takada.
I 1920 mødte han Onisaburo Deguchi, der var leder af den nyreligiøse sekt Omoto-kyo. Der underviste han i kampkunst, som han på det tidspunkt kaldt aiki-bujutsu.
I 1927 rejste han til Tokyo, og grundlagde snart hvad der skulle blive hovedkvarteret for aikido – Hombu Dojo. Han begyndte at kalde sin stilart for aiki-budo.
I 1942 flyttede han ud på landet til Iwama i Ibaraki-præfekturet, og omkring den tid fik aikido sit navn.